# Torneo di scacchi Open Internazionale "Città di Bergamo"
Il Torneo Open Internazionale "Città di Bergamo" è un'importante manifestazione scacchistica che si gioca dal 2002 nella seconda metà del mese di luglio a Bergamo.
Il Torneo, nato nel 2002 per i festeggiamenti relativi al trentennale del Circolo Scacchistico di Bergamo Alta, si è svolto per le prime 5 edizioni nella prestigiosa sede del Palazzo della Ragione (Sala delle Capriate) in Piazza Vecchia (Bergamo Alta) per poi trasferirsi nell'attuale sede di gioco sita presso il Centro Sportivo adiacente l'Oratorio della Parrocchia di Sant'Antonio da Padova in Bergamo (Quartiere Valtesse, Piazzale Sant'Antonio).
Fino al 2014 l'evento è stato organizzato dalla Società Scacchistica Bergamo, mentre dall'edizione 2015 l'organizzazione della manifestazione è in capo all'Asd Caissa Italia, in collaborazione con l'Asd Antoniana.
La manifestazione si è affermata negli ultimi periodi come uno tra i più importanti tornei del panorama scacchistico italiano.
Nel torneo principale, denominato Elite, partecipano Grandi Maestri, Maestri Internazionali di notevole qualità e giocatori di alto livello provenienti da tutta Italia e da tutto il mondo.
L'evento comprende anche due tornei secondari, denominati Challenge e Rising riservati a giocatori italiani e stranieri di categoria nazionale, e un torneo riservato ai giocatori Under 14.

## Albo d'oro
| Nr. | Anno | Vincitore            | Paese      |
| --- | ---- | -------------------- | ---------- |
| 1   | 2002 | Bruno Belotti        | Italia     |
| 2   | 2003 | Erald Dervishi       | Albania    |
| 3   | 2004 | Vadim Malakhatko     | Belgio     |
| 4   | 2005 | Sinisa Drazic        | Serbia     |
| 5   | 2006 | Milan Drasko         | Montenegro |
| 6   | 2007 | Vladimir Georgiev    | Macedonia  |
| 7   | 2008 | Oleg Korneev         | Russia     |
| 8   | 2009 | Yuri Solodovnichenko | Ucraina    |
| 9   | 2010 | Vladimir Georgiev    | Macedonia  |
| 10  | 2011 | Sinisa Drazic        | Serbia     |
| 11  | 2012 | Kiril Georgiev       | Bulgaria   |
| 12  | 2013 | Sabino Brunello      | Italia     |
| 13  | 2014 | Ivan Ivanisevic      | Serbia     |
| 14  | 2015 | Viorel Iordachescu   | Moldavia   |
| 15  | 2016 | Francesco Rambaldi   | Italia     |
| 16  | 2017 | Iván Salgado López   | Spagna     |
| 17  | 2018 | Luca Moroni          | Italia     |
| 18  | 2019 | Luca Moroni          | Italia     |